# ویله-کتره
ویله-کتره (به فرانسوی: Villers-Cotterêts) یک کمون در فرانسه است که در ا-دو-فرانس واقع شده‌است. این شهر محل امضای فرمان ویله-کتره و زادگاه الکساندر دوما (پدر) است.

## خصوصیات
ویله-کتره ۴۱٫۷۱ کیلومترمربع مساحت و ۱۰٬۶۶۹ نفر جمعیت دارد و ۱۲۰ متر بالاتر از سطح دریا واقع شده‌است.

## نگارخانه

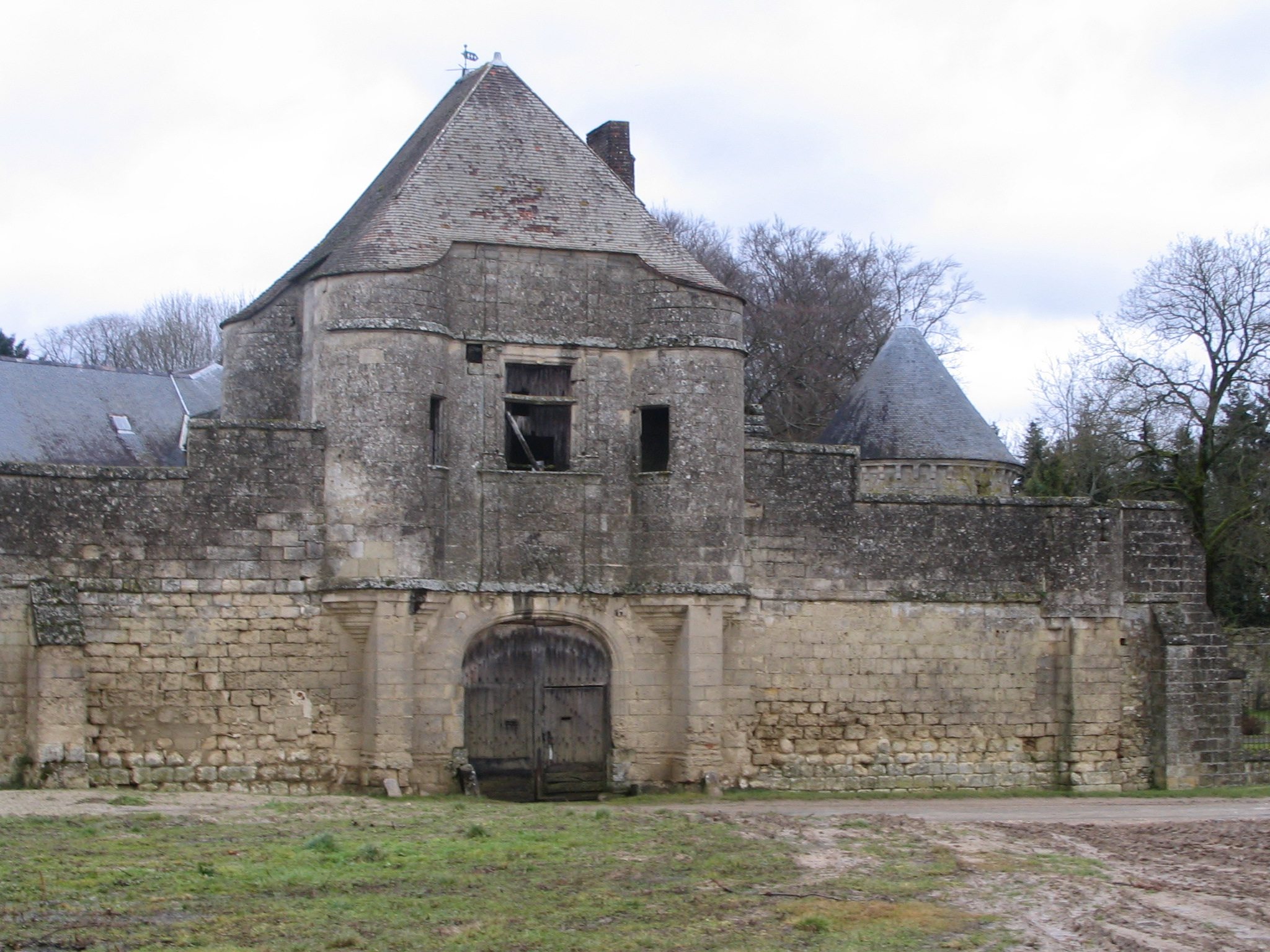
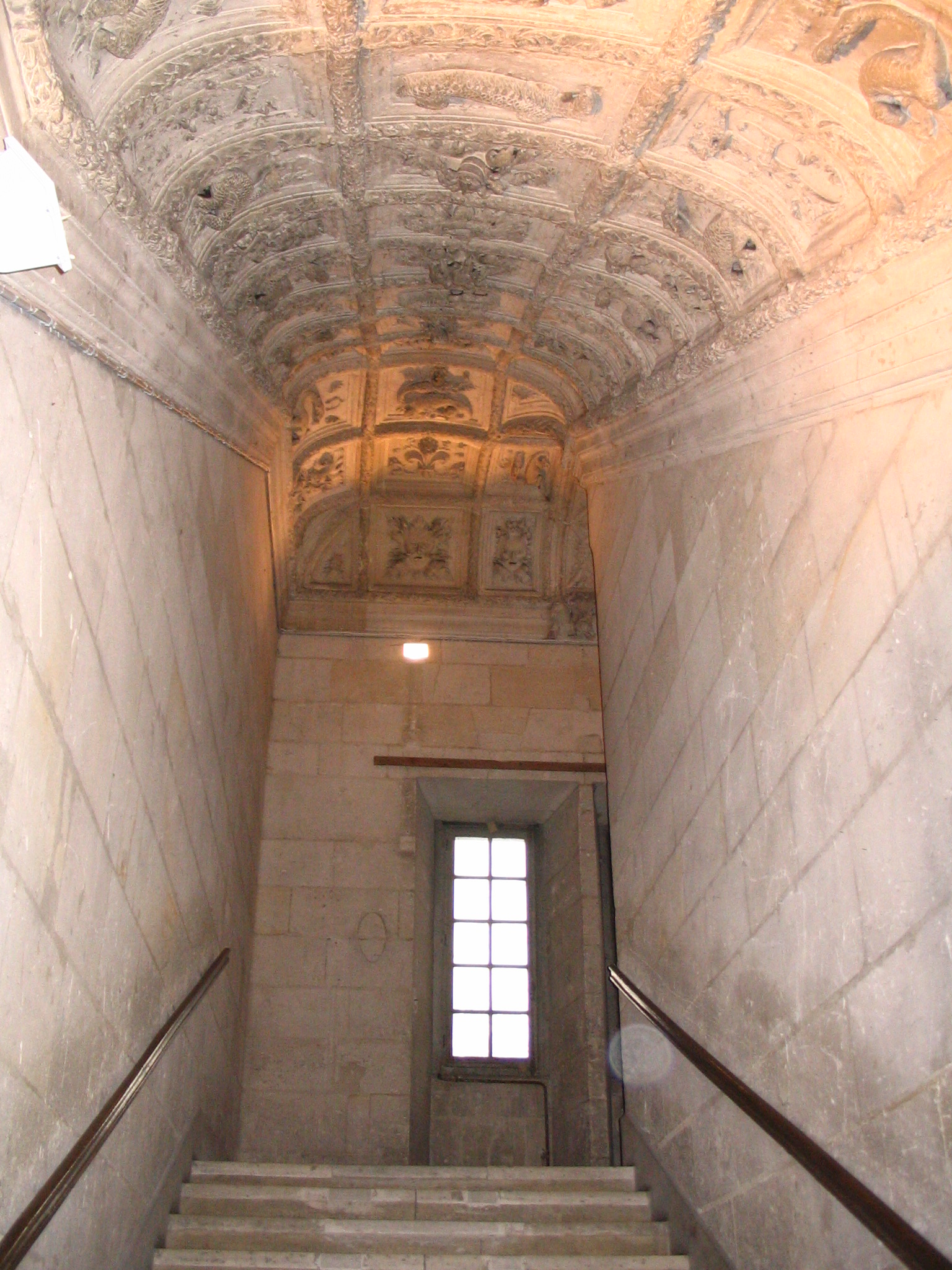
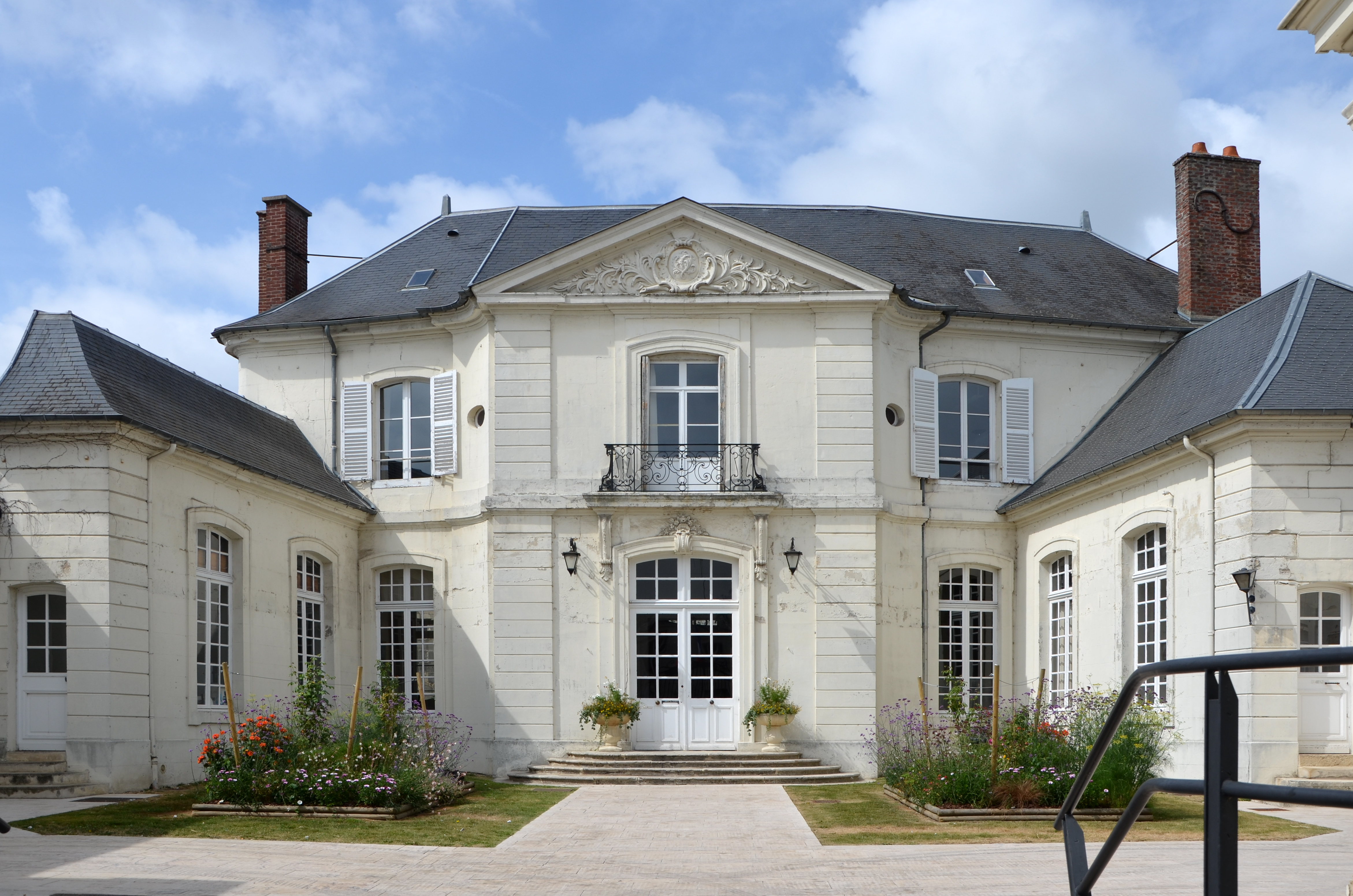